# Heaven (Depeche Mode)
Heaven è un singolo del gruppo musicale britannico Depeche Mode, pubblicato il 1º febbraio 2013 come primo estratto dal tredicesimo album in studio Delta Machine.

## Descrizione
Si tratta di una ballata soft rock caratterizzato da molti elementi elettronici e un ritornello tipicamente rock alternativo.

## Promozione
Il singolo è stato inizialmente reso disponibile per il download digitale e per la rotazione radiofonica, accompagnato da vari remix e dalla b-side inedita All That's Mine, inclusa nell'edizione deluxe dell'album. Pochi giorni più tardi sono state messe in commercio le edizioni fisiche per il mercato statunitense, seguite a marzo da quelle per il mercato europeo.
Non è stato tuttavia il primo brano dell'album ad essere stato diffuso: nel novembre 2012 i Depeche Mode hanno presentato ad una conferenza a Parigi il brano Angel, che è stato successivamente pubblicato su Vevo.

## Video musicale
Il video, diretto da Timothy Saccenti, è stato reso disponibile il 1º febbraio 2013 attraverso il canale Vevo del trio. È stato girato nel novembre 2012 presso la Marigny Opera House di New Orleans. Oltre ai tre componenti del gruppo appare anche Christian Eigner, batterista nella formazione dal vivo dei Depeche Mode. Nel videoclip inoltre compaiono diversi simboli e sequenze mistiche e vengono utilizzati diversi effetti speciali.
Su Vevo è inoltre reperibile una "Live Studio Session" del brano.

## Tracce
Testi e musiche di Martin L. Gore, eccetto dove indicato.
Download digitale – 1ª versione, CD
1. Heaven (Album Version) – 4:03
2. All That's Mine (Deluxe Album Version) – 3:23 (Dave Gahan, Kurt Uenala)

CD maxi, download digitale – 2ª versione
1. Heaven (Album Version) – 4:03
2. Heaven (Owlle Remix) – 4:48
3. Heaven (Steps to Heaven Remix) – 6:07
4. Heaven (Blawan Remix) – 5:43
5. Heaven (Matthew Dear vs Audion Remix) – 5:59

12"
- Lato A

1. Heaven (Blawan Dub) – 7:14
2. Heaven (Owlle Remix) – 4:48

- Lato B

1. Heaven (Steps to Heaven Voxdub) – 6:11
2. Heaven (Matthew Dear vs. Audion Instrumental Mix) – 6:10

## Formazione
Hanno partecipato alle registrazioni, secondo le note di copertina di Delta Machine:
Gruppo
- Andy Fletcher – strumentazione
- Dave Gahan – voce
- Martin Gore – strumentazione, voce

Altri musicisti
- Christoffer Berg – programmazione
- Kurt Uenala – programmazione aggiuntiva
- Dan Tobiason – sound design

Produzione
- Ben Hillier – produzione
- Ferg Peterkin – ingegnere del suono
- Kurt Uenala – registrazione voce
- Tomas del Toro-Diaz – assistenza tecnica
- Will Loomis – assistenza tecnica
- Flood – missaggio
- Rob Kirwan – ingegneria al missaggio
- Drew Smith – assistenza al missaggio
- Bunt Stafford-Clark – mastering
- Anton Corbijn – design, fotografia

## Classifiche
| Classifica (2013)                 | Posizione massima |
| --------------------------------- | ----------------- |
| Austria                           | 22                |
| Belgio (Fiandre)                  | 50                |
| Belgio (Vallonia)                 | 12                |
| Danimarca                         | 27                |
| Francia                           | 27                |
| Germania                          | 2                 |
| Italia                            | 19                |
| Paesi Bassi                       | 95                |
| Regno Unito                       | 60                |
| Spagna                            | 11                |
| Stati Uniti (alternative)         | 33                |
| Stati Uniti (dance club)          | 1                 |
| Stati Uniti (dance singles sales) | 1                 |
| Stati Uniti (rock & alternative)  | 43                |
| Svizzera                          | 18                |

## Date di pubblicazione
| Paese                 | Data di pubblicazione | Formato                                | Note   |
| --------------------- | --------------------- | -------------------------------------- | ------ |
| Italia                | 1º febbraio 2013      | Airplay                                | [ 4 ]  |
| Mondo                 | 1º febbraio 2013      | Download digitale, streaming           | [ 11 ] |
| Stati Uniti d'America | 5 febbraio 2013       | CD, CD maxi                            | [ 5 ]  |
| Stati Uniti d'America | 26 febbraio 2013      | 12"                                    | [ 5 ]  |
| Regno Unito           | 17 marzo 2013         | Download digitale, streaming (Remixes) | [ 12 ] |
| Regno Unito           | 18 marzo 2013         | CD, CD maxi, 12"                       | [ 5 ]  |